# Pieter Zevenbergen
Pieter Zevenbergen (Strijen, 27 oktober 1940) is een Nederlandse bestuurder en politicus voor de VVD.
De in de Hoeksche Waard geboren boerenzoon koos na het afronden in 1968 van zijn studie bestuurskunde aan de toenmalige Nederlandse Economische Hogeschool in Rotterdam voor een maatschappelijke carrière. Hij was onder andere wethouder in Zoetermeer en (waarnemend) burgemeester van Ameland, Voorst, Bergen op Zoom en Putte. In 1990 werd hij verkozen tot burgemeester van het jaar. Van 1 januari 1994 tot 16 mei 1999 was hij Dijkgraaf van het Hoogheemraadschap Delfland. Vanaf 1999 was Zevenbergen lid van het College van de Algemene Rekenkamer. Eind 2008 ging hij met pensioen.
Naast zijn politieke werk vervult hij een groot aantal bestuurlijke nevenfuncties, onder meer in de wielersport.
De commissaris van de Koningin in Zuid-Holland benoemde met ingang van 1 maart 2009 Pieter Zevenbergen tot waarnemend burgemeester van de gemeente Middelharnis. Hij zou dat blijven tot die gemeente op 1 januari 2013 opging in de nieuwe gemeente Goeree-Overflakkee.
- Parlement.com: vg09llyv1o4u